# Robert C. Merton
Robert Carhart Merton (ur. 31 lipca 1944 w Nowym Jorku) – amerykański ekonomista, laureat Nagrody Banku Szwecji im. Alfreda Nobla w dziedzinie ekonomii w 1997 roku, przyznanej za nowatorską metodę wyznaczania wartości instrumentów pochodnych. Był jednym z trzech ludzi, którzy na początku lat 70. rozwijali rynkową analizę matematyczną opcji giełdowych.
W latach 1998–2000, po wcześniejszych bardzo dobrych wynikach, doprowadził – głównie wskutek azjatyckiego kryzysu finansowego – do upadku funduszu Long-Term Capital Management.
Jego ojciec, Robert King Merton, był znanym socjologiem.